# Dyskografia Scissor Sisters
Artykuł przedstawia całkowitą dyskografię amerykańskiego zespołu pop dance Scissor Sisters. Zespół wydał cztery albumy studyjne, trzynaście singli oraz czternaście teledysków dzięki wytwórni Polydor.

## Albumy

### Albumy studyjne
| Album           | Informacje o albumie                                                                       | Najwyższa pozycja | Najwyższa pozycja | Najwyższa pozycja | Najwyższa pozycja | Najwyższa pozycja | Najwyższa pozycja | Najwyższa pozycja | Najwyższa pozycja | Najwyższa pozycja | Najwyższa pozycja | Certyfikaty                                      |
| Album           | Informacje o albumie                                                                       | US                | US Elec           | AUS               | AUT               | FRA               | GER               | IRE               | NL                | SWE               | UK                | Certyfikaty                                      |
| --------------- | ------------------------------------------------------------------------------------------ | ----------------- | ----------------- | ----------------- | ----------------- | ----------------- | ----------------- | ----------------- | ----------------- | ----------------- | ----------------- | ------------------------------------------------ |
| Scissor Sisters | - Wydany: 2 lutego 2004 - Wytwórnia: Universal / Polydor - Format: CD, digital download    | 102               | 1                 | 7                 | 75                | 100               | –                 | 1                 | 67                | 13                | 1                 | - AUS: Platyna - UK: 7× Platyna - EU: 3× Platyna |
| Ta-Dah          | - Wydany: 15 września 2006 - Wytwórnia: Universal / Polydor - Format: CD, digital download | 19                | 1                 | 1                 | 3                 | 17                | 6                 | 1                 | 11                | 3                 | 1                 | - AUS: Platyna - UK: 4× Platyna - EU: 2× Platyna |
| Night Work      | - Wydany: 28 czerwca 2010 - Wytwórnia: Universal / Polydor - Format: CD, digital download  | 18                | 3                 | 10                | 36                | 19                | 29                | 11                | 29                | 15                | 2                 | - UK: Złoto                                      |
| Magic Hour      | - Wydany: 28 maja 2012 - Wytwórnia: Universal / Polydor - Format: LP, CD, digital download | 35                | 1                 | 27                | –                 | –                 | –                 | 15                | 68                | –                 | 4                 |                                                  |

### EP
| Tytuł                        | Informacje o albumie                                                              |
| ---------------------------- | --------------------------------------------------------------------------------- |
| Remixed!                     | - Wydany:21 września 2004 - Wytwórnia: Universal - Format: CD, digital download   |
| iTunes Festival: London 2010 | - Wydany: 15 lipca 2010 - Wytwórnia: Universal/Polydor - Format: Digital download |

## Single
| Rok  | Tytuł                       | Najwyższa pozycja | Najwyższa pozycja | Najwyższa pozycja | Najwyższa pozycja | Najwyższa pozycja | Najwyższa pozycja | Najwyższa pozycja | Najwyższa pozycja | Najwyższa pozycja | Najwyższa pozycja | Album           |
| Rok  | Tytuł                       | US Dance          | AUS               | AUT               | FIN               | GER               | IRE               | NL                | NOR               | SWE               | UK                | Album           |
| ---- | --------------------------- | ----------------- | ----------------- | ----------------- | ----------------- | ----------------- | ----------------- | ----------------- | ----------------- | ----------------- | ----------------- | --------------- |
| 2002 | "Electrobix"                | –                 | –                 | –                 | –                 | –                 | –                 | –                 | –                 | –                 | –                 | The Demo Album  |
| 2003 | "Laura" [A]                 | –                 | 66                | –                 | –                 | –                 | 17                | –                 | –                 | –                 | 12                | Scissor Sisters |
| 2004 | "Comfortably Numb"          | –                 | 73                | –                 | –                 | 97                | 30                | 84                | –                 | 27                | 10                | Scissor Sisters |
| 2004 | "Take Your Mama"            | –                 | 40                | –                 | –                 | 99                | 25                | 80                | –                 | 53                | 17                | Scissor Sisters |
| 2004 | "Mary"                      | –                 | –                 | –                 | –                 | –                 | 32                | –                 | –                 | –                 | 14                | Scissor Sisters |
| 2005 | "Filthy/Gorgeous"           | 1                 | 29                | –                 | –                 | –                 | 13                | –                 | –                 | –                 | 5                 | Scissor Sisters |
| 2006 | "I Don't Feel Like Dancin'" | –                 | 1                 | 1                 | 2                 | 1                 | 2                 | 2                 | 1                 | 1                 | 1                 | Ta-Dah          |
| 2006 | "Land of a Thousand Words"  | –                 | –                 | 40                | –                 | 50                | 44                | 60                | 18                | –                 | 19                | Ta-Dah          |
| 2007 | "She's My Man"              | –                 | 39                | 55                | 10                | 57                | –                 | 94                | 14                | 39                | 29                | Ta-Dah          |
| 2007 | "Kiss You Off"              | –                 | –                 | –                 | –                 | –                 | –                 | –                 | –                 | –                 | 43                | Ta-Dah          |
| 2007 | "I Can't Decide" [B]        | –                 | –                 | –                 | –                 | –                 | –                 | –                 | –                 | –                 | 64                | Ta-Dah          |
| 2010 | "Fire with Fire"            | 1                 | –                 | 26                | –                 | 19                | 16                | –                 | –                 | 36                | 11                | Night Work      |
| 2010 | "Any Which Way"             | –                 | –                 | –                 | –                 | –                 | –                 | –                 | –                 | –                 | 81                | Night Work      |
| 2010 | "Invisible Light"           | –                 | –                 | –                 | –                 | –                 | –                 | –                 | –                 | –                 | 171               | Night Work      |
| 2012 | "Only the Horses"           | –                 | –                 | –                 | –                 | –                 | 32                | –                 | –                 | –                 | 12                | Magic Hour      |
| 2012 | "Baby Come Home"            | –                 | –                 | –                 | –                 | –                 | –                 | –                 | –                 | –                 | –                 | Magic Hour      |
| 2012 | "Lets Have a Kiki"          | 1                 |                   |                   |                   |                   |                   |                   |                   |                   | 119               | Magic Hour      |
| 2017 | "SWERLK" (z MNDR)           | –                 | –                 | –                 | –                 | –                 | –                 | –                 | –                 | –                 | –                 | –               |

### Inne utwory
| Rok  | Tytuł                           | Album      |
| ---- | ------------------------------- | ---------- |
| 2012 | "Shady Love" (vs Krystal Pepsy) | Magic Hour |

Notes
- A ^ "Laura" po raz pierwszy zajęła #54 pozycję w Wielkiej Brytanii w listopadzie 2003. Pozycje w Wielkiej Brytanii i Irlandii dotyczą reedycji z czerwca 2004

- B ^ "I Can't Decide" nie został oficjalnym singlem, ale uplasował się na #64 pozycji wyłącznie dzięki pobraniom po tym jak utwór został wykorzystany w jednym z odcinków serialu Doktor Who

## Teledyski
| Rok  | Utwór                       | Reżyser                          |
| ---- | --------------------------- | -------------------------------- |
| 2003 | "Laura" (Wersja 1)          | AlexandLiane                     |
| 2004 | "Comfortably Numb"          | Chris Hopewell                   |
| 2004 | "Take Your Mama"            | Andy Soup                        |
| 2004 | "Laura" (Wersja 2)          |                                  |
| 2004 | "Mary"                      |                                  |
| 2005 | "Filthy/Gorgeous"           | John Cameron Mitchell            |
| 2006 | "I Don't Feel Like Dancin'" | Andy Soup                        |
| 2006 | "Land of a Thousand Words"  | Brumby Boylston and Chris Dooley |
| 2007 | "She's My Man"              | Nagi Noda                        |
| 2007 | "Kiss You Off"              | Robert Hales                     |
| 2010 | "Fire With Fire"            | Philip Andelman                  |
| 2010 | "Any Which Way"             | Ace Norton                       |
| 2010 | "Invisible Light"           | Nicolàs Méndez                   |
| 2012 | "Shady Love"                | Hiro Murai                       |
| 2012 | "Only The Horses"           | Hiro Murai and Lorenzo Fonda     |
| 2012 | "Baby Come Home"            | Lorenzo Fonda                    |